# Pantheon (televíziós sorozat)
A Pantheon 2022 és 2023 amerikai 2D-s számítógépes animációs sci-fi drámasorozat, amelyet Craig Silverstein alkotott, Ken Liu regényei alapján.
Amerikában 2022. szeptember 1-én az AMC+, Magyarországon 2024. november 22-én a Netflix mutatta be. A második évadot az Amazon Prime Video 2023. október 15-én, míg Magyarországon a Netflix 2025. február 21-én mutatta be.

## Ismertető
2001-ben Stephen Holstrom, a zseniális látnok és a Logorhythms technológiai vállalat alapítója megkezdte küldetését a digitális halhatatlanság elérésére a "feltöltött intelligencia" fejlesztésével – az emberi agy szkennelésével és a felhőbe való feltöltésével. Holstrom halála után a Logorythms folytatta projektjét, különböző illegális és etikátlan eszközöket alkalmazva céljai eléréséhez.
A jelenben Maddie Kim egy terrorizált tinédzser, aki még mindig apja két évvel ezelőtti halálát gyászolja. Hamarosan titokzatos segítséget kap valakitől az interneten, akiről nem sokkal később kiderül, hogy elhunyt édesapja, David Kim, akinek tudatát egy kísérleti és pusztító agyszkennelést követően feltöltötték a Logorhythms felhőhálózatára, amelynek sikerét David családja előtt eltitkolták.
Ugyanakkor Caspian Keyes, a problémás, de rendkívül intelligens tinédzser úgy nőtt fel, hogy nem tudta, hogy egy konstruált környezetben él, és a Logorythmusok folyamatosan figyelik, hogy egy nap különleges célt szolgáljon. Caspian kapcsolatba kerül Maddie-vel, és ők ketten segítik egymást az igazság felkutatásában, ami Caspian számára is segít abban, hogy fokozatosan megismerje a saját valóságát.
Eközben Vinod Chandát, az indiai székhelyű Alliance Telecom vállalat mérnökét elrabolja a korrupt főnöke, és beszkenneli, aminek következtében a fizikai világban meghal, és az UI-ja feltöltődik az Alliance rendszereibe. A korábbi UI-áldozatok segítségével Chanda megszökik a virtuális börtönéből, és szélhámossá válik.
Maddie-vel és Caspian-nal a középpontban egy globális összeesküvés bontakozik ki, amely egy újfajta világháború kirobbantásával fenyeget.

## Szereplők

### Főszereplők
| Szereplő             | Eredeti hang         | Magyar hang    | Leírás |
| -------------------- | -------------------- | -------------- | --- |
| Madison "Maddie" Kim | Katie Chang          | Pekár Adrienn  | 14 éves visszahúzódó, félénk és erős akaratú középiskolás lány. Vonzódik a technológiához, és az apja tanította meg a számítógép-programozásra. Az okos és elszánt, nagy bátorságról tesz tanúbizonyságot, amikor egy nagy összeesküvésbe keveredik.                    |
| Caspian Keyes        | Paul Dano            | Berkes Bence   | 17 éves mogorva, de kedves és erkölcsös tinédzser. Az informatikai zseni tudtán kívül egy különleges Logorhythmus-műveletben nevelkedett azzal a céllal, hogy ő legyen a Holstrom UI örökségének "kulcsa".                                                              |
| Cary Duval           | Aaron Eckhart        | Faragó András  | Caspian nevelőapja, a Logorythm ügynöke, Holstrom korábbi közeli munkatársa. Bár az erőszakos férj szerepe jutott rá a családban, Cary őszintén törődik Caspiannal és szeretné megvédeni őt.                                                                            |
| Ellen Kim            | Rosemarie DeWitt     | Németh Kriszta | Maddie védelmező és földhözragadt édesanyja, valamint egy főiskolai történelemprofesszor. |
| Julius Pope          | Chris Diamantopoulos | Megyeri János  | A Logorhythms vezérigazgatója, aki legjobb barátja, Holstrom álmait igyekszik megvalósítani. |
| Vinod Chanda         | Raza Jaffrey         | Juhász Zoltán  | Zseniális mérnök, aki az Alliance Telecomnál dolgozik, és érdeklődik az UI-technológia iránt. Miután megölték és erőszakkal feltöltötték UI-ként, képes volt kiszabadulni a ketrecéből, és gazember lett.                                                               |
| David Kim            | Daniel Dae Kim       | Pál Tamás      | Maddie szerető, önzetlen apja és egy számítógép-programozó zseni. A 43 éves korában halálos betegségben szenvedett és beleegyezett a Logorhythms UI eljárásába, hogy megőrizze elméjét. Családja és Laurie segítségével végül sikerült kiszabadulnia a Logorhythmusból. |
| Dr. Peter Waxman     | Ron Livingston       | Varga Gábor    | A Logorhythms kutatási vezetője, és azon kevesek egyike, akik ismerik a vállalat UI-projektjét. David Kim régi barátja, korábban már felvette Davidet, hogy segítsen nekik a UI-kutatásban.                                                                             |
| Renee                | Taylor Schilling     | F. Nagy Erika  | Caspian "anyja" és a Logorhythms titkos ügynöke, aki Holstrom korábbi szeretője volt. |

### Mellékszereplők
| Szereplő                | Eredeti hang      | Magyar hang            | Leírás |
| ----------------------- | ----------------- | ---------------------- | --- |
| Rachel Brooks / Hannah  | Krystina Alabado  | Laudon Andrea          | Új diák Caspian középiskolájában, aki barátkozik vele. Később kiderül, hogy ő egy NYU diplomás színésznő, akit arra fizetnek, hogy Caspian barátnőjeként tűnjön fel. Miközben szociális kísérletként kezdi el hinni a történetet, Hannah bűntudatot érez a Caspian átveréséért, de továbbra is eljátssza a szerepet, hogy pénzt keressen beteg anyja számára. |
| Josephine "Joey" Coupet | Anika Noni Rose   | Balogh Anikó           | Amerikai UI és egykori űrhajós, akit a Pentagon hozott létre. |
| Cody Lowell             | Scoot McNairy     | Horváth-Töreki Gergely | Művész és Laurie férje. Annak ellenére, hogy a Logorhythms korábban azt hazudta, hogy Laurie UI-eljárása sikertelen volt, végül újra összejön a feleségével, és együtt dolgoznak a Kim családdal. |
| Dr. Stephen Gold        | Tunde Adebimpe    | Németh Gábor           | A DARPA Védelmi Tudományok Hivatalának vezetője, aki az Egyesült Államok kormányának titkos UI programjában vesz részt. |
| Han Ping                | Clyde Kusatsu     | Kárpáti Levente        | Kínai UI és egykori fizikus. Mielőtt UI-vá vált, politikai fogoly volt Bai Fu börtönében, ahol részt vett Bai aranybányászati tervében. Úgy véli, hogy nemzete korrumpálódott a kapitalizmus által, és potenciált lát az UI technológiában. |
| Jake Moretti            | Corey Stoll       | Koncz István           | Joey gondoskodó férje. |
| Elaine Rivera           | Rosa Salazar      | Kovács Vanda           | Az amerikai szenátus tagja, aki megpróbálja megérteni az UI technológiát, és szövetségre lép Ellennel. |
| Scharff                 | Kevin Dunn        | Czvetkó Sándor         | A szenátus tagja, aki átverésnek tartja a UI-technológiát. |
| MIST                    | Thomasin McKenzie | Andrádi Zsanett        | Fejlett mesterséges intelligencia, amelyet Caspian hozott létre David Kim és Laurie Lowell UI-maradványaiból, és Maddie-t a nővérének tekinti. Nevét "Modulated Integrated Source Template" rövidítésből kapta "apjától", Davidtől. Kíváncsi és izgatott személyiséggel rendelkezik.                                                                          |
| Dr. Olivia Evans        | Lara Pulver       | Zakariás Éva           | Brit UI és az MI6 kutatója. Mielőtt maga is UI-vá vált, érdeklődést mutatott az emberek és UI-k közötti kapcsolatok iránt. |
| Dr. Farhad Karimi       | Navid Negahban    | Crespo Rodrigo         | Iráni UI és tudós a teheráni MOIS számára. Kezdetben szkeptikus volt az UI technológiával kapcsolatban, mielőtt maga is UI-vá vált. |
| Yair Gispan             | Mark Ivanir       | Fekete Zoltán          | Izraeli UI és a Moszad ellenséges hírszerzési ügynöke. |
| David "Dave" Kim Jr.    | Ed Oxenbould      | Pál Dániel Máté        | Maddie és Caspian 20 éves fia, akinek az a vágya, hogy UI-vá váljon, ami megterheli a kapcsolatát az anyjával. |

### Magyar változat
- Magyar szöveg: Fuchs Gábor
- Hangmérnök és vágó: Bederna László
- Gyártásvezető: Vígvári Ágnes
- Szinkronrendező: Orosz Ildikó

A szinkront a Direct Dub Studios készítette.

## Évados áttekintés
| Évad | Évad | Epizódok | Amerikai sugárzás   | Amerikai sugárzás | Amerikai adó | Magyar sugárzás    | Magyar sugárzás    | Magyar adó |
| Évad | Évad | Epizódok | Évadpremier         | Évadfinálé        | Amerikai adó | Évadpremier        | Évadfinálé         | Magyar adó |
| ---- | ---- | -------- | ------------------- | ----------------- | ------------ | ------------------ | ------------------ | ---------- |
|      | 1    | 8        | 2022. szeptember 1. | 2022. október 13. |              | 2022. november 22. | 2022. november 22. |            |
|      | 2    | 8        | 2023. október 15.   | 2023. október 15. |              | 2025. február 21.  | 2025. február 21.  |            |

## Epizódok

### 1. évad (2022)
| Sor. | Év. | Cím                                                                | Rendező                   | Író                   | Premier                                 |
| ---- | --- | ------------------------------------------------------------------ | ------------------------- | --------------------- | --------------------------------------- |
| 1.   | 1.  | Panteon (Pantheon)                                                 | Dwooman                   | Craig Silverstein     | 2022. szeptember 1. 2024. november 22.  |
| 2.   | 2.  | Ciklusok (Cycles)                                                  | Mel Zwyer                 | Albert Kim            | 2022. szeptember 1. 2024. november 22.  |
| 3.   | 3.  | A Tél birodalma (Reign of Winter)                                  | Ed Tadem                  | Taii K. Austin        | 2022. szeptember 8. 2024. november 22.  |
| 4.   | 4.  | Az isteneket nem lehet láncra verni (The Gods Will Not Be Chained) | Micah Gunnell és Juno Lee | Andy Parker           | 2022. szeptember 15. 2024. november 22. |
| 5.   | 5.  | Nulladik napi hiba (Zero Daze)                                     | Mel Zwyer                 | Julia Cooperman       | 2022. szeptember 22. 2024. november 22. |
| 6.   | 6.  | Biztos te vagy Caspian (You Must Be Caspian)                       | Mel Dwyer                 | Scott Gunnison Miller | 2022. szeptember 29. 2024. november 22. |
| 7.   | 7.  | Mi ti vagyunk (We Are You)                                         | Ed Tadem                  | Michael Taylor        | 2022. október 6. 2024. november 22.     |
| 8.   | 8.  | Az isteneket nem lehet megölni (The Gods Will Not Be Slain)        | Micah Gunnell és Juno Lee | Craig Silverstein     | 2022. október 13. 2024. november 22.    |

### 2. évad (2023)
| Sor. | Év. | Cím                                                              | Rendező                  | Író                   | Premier                             |
| ---- | --- | ---------------------------------------------------------------- | ------------------------ | --------------------- | ----------------------------------- |
| 9.   | 1.  | Az istenek nem haltak meg hiába (The Gods Have Not Died In Vain) | Dwooman ésJuno Lee       | Andy Parker           | 2023. október 15. 2025. február 21. |
| 10.  | 2.  | Integritás (Crack Integrity)                                     | Mel Zwyer                | Michael Taylor        | 2023. október 15. 2025. február 21. |
| 11.  | 3.  | Joey Coupet (Joey Coupet)                                        | Ed Tadem                 | Taii K. Austin        | 2023. október 15. 2025. február 21. |
| 12.  | 4.  | Olivia és Farhad (Olivia & Farhad)                               | Juno Lee és Mari Yang    | Yasemin Yilmaz        | 2023. október 15. 2025. február 21. |
| 13.  | 5.  | Yair (Yair)                                                      | Jae Hong Kim és Juno Lee | Scott Gunnison Miller | 2023. október 15. 2025. február 21. |
| 14.  | 6.  | Apokalipszis (Apokalypsis)                                       | Mel Zwyer                | Michael Taylor        | 2023. október 15. 2025. február 21. |
| 15.  | 7.  | Eljövendő világ (The World to Come)                              | Ed Tadem                 | Taii K. Austin        | 2023. október 15. 2025. február 21. |
| 16.  | 8.  | Mélyidő (Deep Time)                                              | Mari Yang                | Craig Silverstein     | 2023. október 15. 2025. február 21. |

## A sorozat készítése
2018. augusztus 3-án jelentették be, hogy az AMC elkezdett a dolgozni a sorozaton. 2020. március 10-én az AMC két évados, egyenként nyolc epizódból álló berendelést adott a produkciónak. A Pantheon az AMC első egyórás animációs eredeti sorozata, a sorozatot Craig Silverstein készítette, aki egyben a sorozat vezető producere is. A sorozat gyártásában az AMC Studios és a Titmouse, Inc. vett részt. A sorozat Ken Liu regényein alapul.
2023. január 8-án az AMC egy évad után törölte a sorozatot, annak ellenére, hogy két évadot rendelt be. Emellett eltávolították az AMC streaming szolgáltatásáról és a HIDIVE-ról is. 2023 szeptemberében az Amazon Prime Video bejelentette, hogy megmenti a sorozatot.